# Shiraishi-jima
Shiraishi-jima (japanisch 白石島) ist eine Insel in der japanischen Seto-Inlandsee. Sie liegt im Verwaltungsgebiet der Stadt Kasaoka innerhalb der Präfektur Okayama.

## Geographie
Shiraishi-jima hat eine Fläche von 2,95 km² bei einem Umfang von etwa 10 km. Damit ist sie die zweitgrößte der Kasaoka-Inseln. Der höchste Punkt liegt am Tateishi-yama (立石山) auf 169 m.

## Kultur

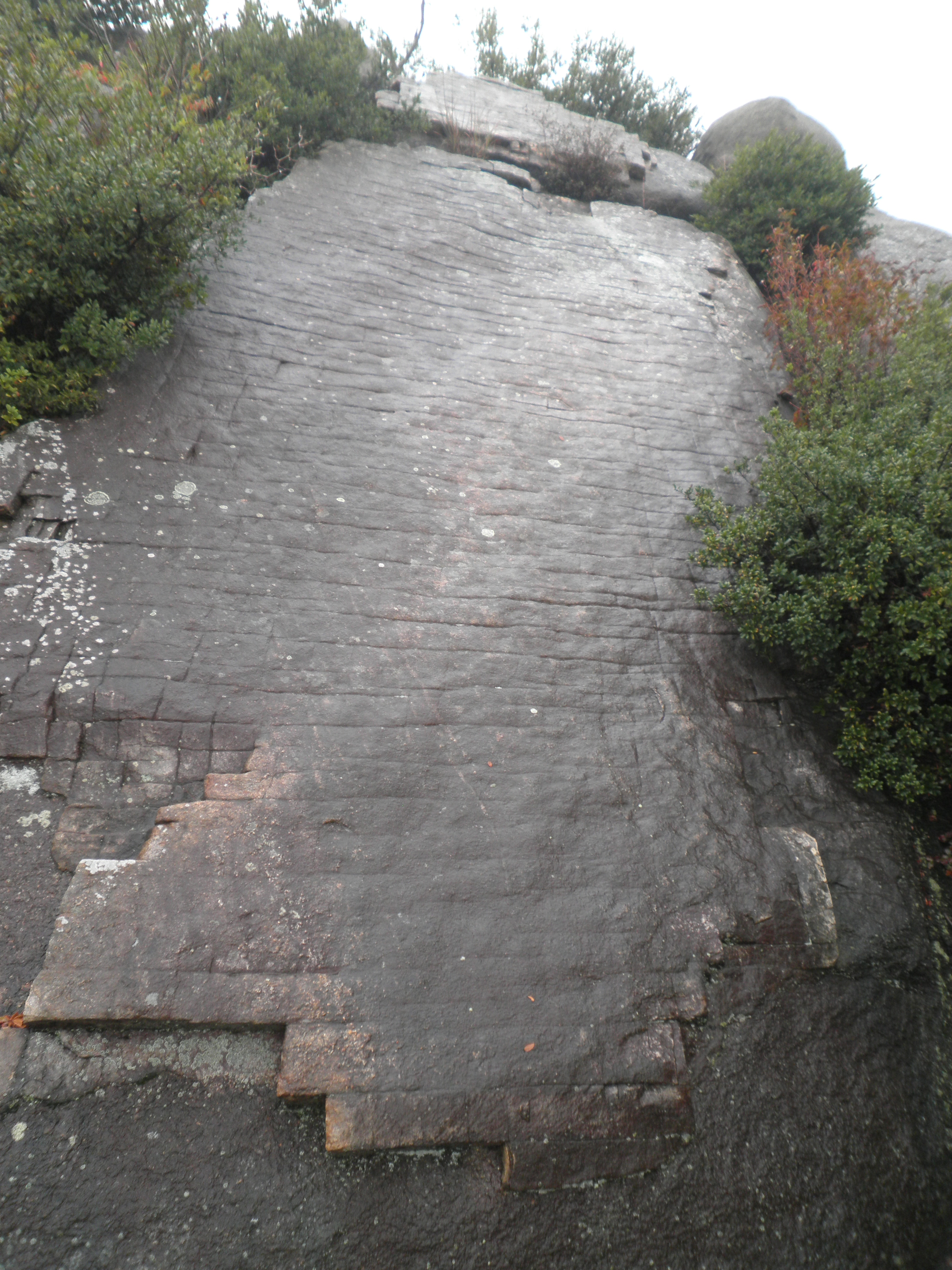
Yoroiiwa

Seit 19. Februar 1943 ist die Insel als nationaler Landschaftlich Schöner Ort ausgewiesen. Der Yoroiiwa (鎧岩) im Zentrum der Insel nahe des Gipfels des Onigajō (鬼ヶ城) wurde 1942 als Naturdenkmal ausgewiesen. Der ungewöhnlich aussehende Fels besteht aus erstarrter Magma, die an die Erdoberfläche gehoben wurde.

## Verkehr
Es bestehen Fährverbindungen nach Kasaoka sowie zu der nördlich gelegenen Insel Takashima und der südlich gelegenen Kitagishima (北木島).